# (28127) Ogden-Stenerson
(28127) Ogden-Stenerson est un astéroïde de la ceinture principale.

## Description
(28127) Ogden-Stenerson est un astéroïde de la ceinture principale. Il fut découvert le 26 septembre 1998 à Socorro (Nouveau-Mexique) par le projet LINEAR. Il présente une orbite caractérisée par un demi-grand axe de 2,25 UA, une excentricité de 0,12 et une inclinaison de 2,1° par rapport à l'écliptique.

## Compléments